# 劉廷璣
劉廷璣（?—?），字玉衡，號在園。漢軍旗。
先祖世居河南開封，後遷遼陽，编入汉军旗。祖父官福建巡抚，父亲曾任安徽知府。康熙间，由荫生累官江西按察使，康熙四十五年降補分巡徐淮道。著有《在园杂志》四卷。